# Estación de Pola de Lena
Pola de Lena (La Pola según la nomenclatura de Renfe) es una estación de ferrocarril situada en el municipio español de Lena, en el Principado de Asturias. Dispone de servicios de Larga y Media Distancia y forma parte también de la línea C-1 de Cercanías Asturias.
Es la principal estación del concejo de Lena al abastecer a su capital: Pola de Lena.

## Situación ferroviaria
La estación se encuentra en el punto kilométrico 108,119 de la línea férrea de ancho ibérico que une Venta de Baños con Gijón a 324 metros de altitud. El tramo está electrificado siendo de vía única en dirección al puerto de Pajares y de vía doble hacia Oviedo. 
Esta estación es uno de los extremos de la Variante de Pajares, obra que desde su entrada en funcionamiento facilitará las conexiones ferroviarias de Asturias con el resto de España, puesto que se reducirán sustancialmente los tiempos de viaje.

## Historia
La estación fue abierta al tráfico el 23 de julio de 1874 con la puesta en marcha del tramo Pola de Lena-Gijón de la línea que pretendía unir León con Gijón. La construcción fue obra de la Compañía de los Ferrocarriles de Asturias, Galicia y León creada para continuar con las obras iniciadas por Noroeste anterior titular de la concesión. Sin embargo su situación financiera no fue mucho mejor que la de su antecesora y en 1885 acabó siendo absorbida por Norte. En 1941, la nacionalización del ferrocarril en España supuso la desaparición de esta última y su integración en la recién creada RENFE. Desde el 31 de diciembre de 2004 Renfe Operadora explota la línea mientras que Adif es la titular de las instalaciones ferroviarias. 
En 2020 la estación comenzó una serie de reformas en la playa de vías y andenes para adaptarla a los nuevos servicios de Alta velocidad que traerá consigo la apertura de la variante de Pajares en noviembre de 2023. Sin embargo, el proyecto de reforma definitivo de ampliación y mejora del edificio de viajeros y su entorno salió a la luz en marzo de 2023 y promete finalizar a lo largo de 2025.

## Servicios ferroviarios

### Larga Distancia
En la estación de Pola de Lena efectúan parada un Alvia al día por sentido que la unen con Valladolid, León o Madrid. También para en la estación el Alvia Gijón - Alicante, pero solo en sentido Alicante. Desde Pola de Lena también es posible ir a ciudades como Burgos, Vitoria, Pamplona, Zaragoza o Barcelona mediante el Alvia que conecta Gijón con Barcelona 6 días a la semana. Asimismo, mediante enlace se pueden alcanzar otros destinos de la península previo transbordo.

### Media Distancia
Los servicios de Media Distancia de Renfe que tienen parada en la estación enlazan las ciudades de Valladolid y León con Oviedo y Gijón. La frecuencia es de un tren diario por sentido. Además, el Alvia Barcelona - Gijón oferta plazas de Media Distancia en el trayecto León - Gijón.

### Cercanías
Forma parte de la línea C-1 de Cercanías Asturias. La unen con Gijón y Oviedo trenes cada 30 minutos los días laborables, mientras que los sábados, domingos y festivos la frecuencia se reduce a una hora. En las horas punta se operan servicios Civis que paran solo en las principales estaciones del trayecto y reducen considerablemente los tiempos de viaje. Hacia Puente de los Fierros solo continúan una decena de trenes que se reducen a seis los fines de semana porque el resto de trenes finalizan su trayecto en esta estación.
La duración del viaje es de unos 30 minutos a Oviedo y una hora y cinco hasta Gijón en el mejor de los casos.